# カエルハゼ
カエルハゼ（蛙鯊、Smilosicyopus leprurus）は南西諸島の渓流に生息するハゼで、個体数は非常に少ない。ボウズハゼの仲間。日本で唯一のカエルハゼ属（Smilosicyopus）に属す魚。アカボウズハゼ属（Sicyopus）にもともと属すとされてきたが、そのうちの1亜属が属に階級が格上げされ、独立した属になった。

## 分布
マリアナ諸島、石垣島、西表島、屋久島、与那国島、奄美大島に分布する。

## 形態
全長は4-6センチメートル、体はよく縦扁し、体は細長い。雌雄ともに眼から吻端に黒色縦線が走り、成熟したメスの腹部は赤色であるんどで近似のアカボウズハゼと区別可能。両顎歯は尖った円錐状または犬歯状を呈する。体色は雌雄ともに一様に淡褐色である。オスの背鰭には薄い黄色帯がある。

## 生態
河口近くに渓流域があるような小河川の上流域の流れの緩やかな淵に生息し、淵ではよく砂が堆積しているが、本種は岩盤の壁などに張り付いている。特にうっそうとした森の中を流れる渓流を好むが、ヨロイボウズハゼと比べるとやや流れの緩やかな浅い淵にいることが多い。やや薄暗いところを好み、流れの緩やかな淵に単独で見られ、中層を泳ぐ。
雑食性で付着藻類や小型の底生動物を食べる。

## 保全状況
カエルハゼは多量取水による河川流量の減少、ダム建設、道路整備による土砂の流入などにより、生息環境が悪化し、個体数が減少しており、絶滅危惧ⅠA類に指定されている。
絶滅危惧IA類 (CR)（環境省レッドリスト）